# Masha Bruskina

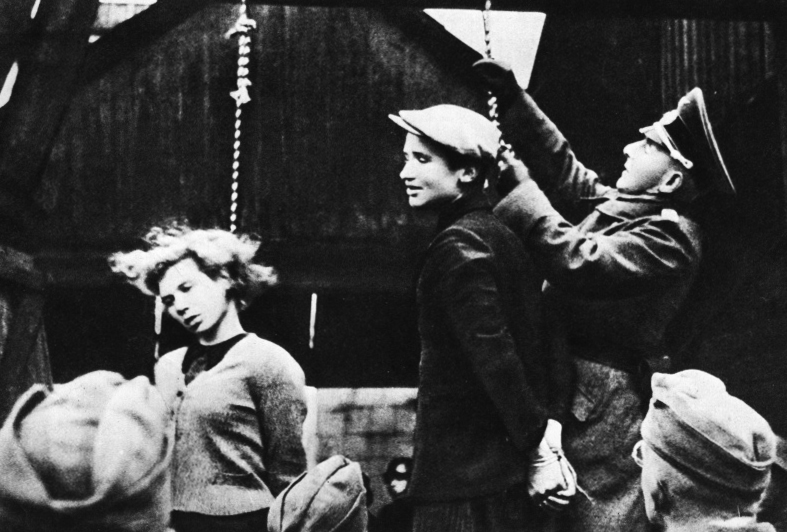
Ejecución de Masha Burskina (17 años) y de Volodya Scherbatsévich (16 años)

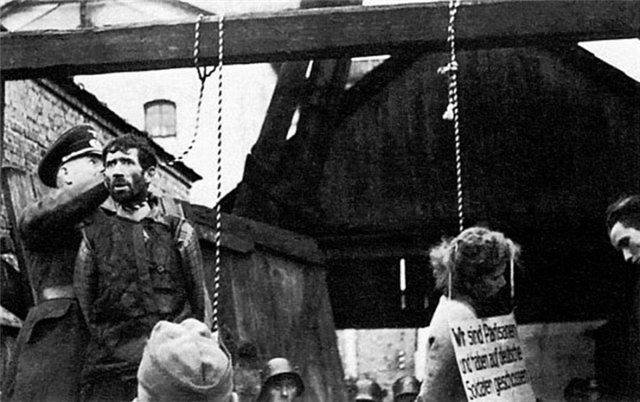
Ahorcamiento de Kirill Ivanovich Trusov

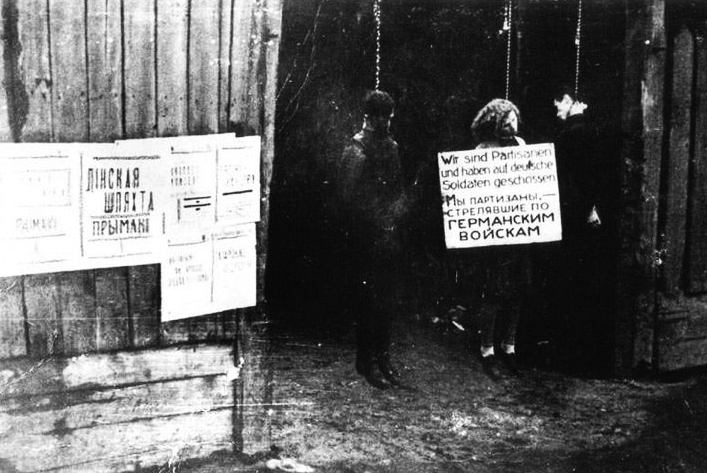
Los tres partisanos ejecutados el 26 de octubre de 1941

María «Masha» Borisovna Brúskina (en bielorruso: Марыя Барысаўна Брускіна, romanizado: Marïya Barïsawna Bruskina; en ruso: Мария Борисовна Брускина, romanizado: Mariya Borisovna Bruskina; 1924, Minsk, RSS de Bielorrusia - 26 de octubre de 1941, Minsk, RSS de Bielorrusia), fue una joven judía-partisana soviética de 17 años, que fue capturada y ejecutada por alemanes junto a otros dos partisanos (Volodya Scherbatsévich de 16 años y Kirill Ivanovich Trusov, veterano de la Primera Guerra Mundial), en octubre de 1941, durante la ocupación nazi de Bielorrusia (1941-1944). 

## Biografía

### Infancia y juventud
Masha Bruskina nació en 1924 en Minsk (según otras fuentes en Vítebsk), RSS de Bielorrusia, Unión Soviética. En el seno de una familia de origen judío, se mudó con sus padres, Boris Davidovich Bruskin y Leah Moiseevna Bugako, al gueto de Minsk, cuando los alemanes invadieron Bielorrusia en 1941. Bruskina vivía en Minsk con su madre, la gerente de productos de la Oficina de Comercio de Libros de Bielorrusia. Era una gran lectora y buena estudiante. También fue una líder pionera y miembro del comité escolar del Komsomol (organización juvenil del Partido Comunista de la Unión Soviética). En diciembre de 1938, el periódico Pionero de Bielorrusia publicó una fotografía de Masha con la leyenda: «Masha Bruskina - la colegiala de octavo grado en la escuela № 28 de Minsk. Solo tiene excelentes notas en todas las materias». 

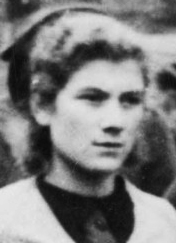
Masha Bruskina

### Segunda Guerra Mundial
En junio de 1941, Masha Bruskina se graduó de la escuela secundaria. Miembro del Partido Comunista, se unió a la resistencia, sirviendo como enfermera para soldados heridos del Ejército Rojo en el hospital del Instituto Politécnico, como también creando documentos falsos para que los soldados escaparan a los bosques cercanos. A través de amigos, Masha llevó al hospital medicinas para prisioneros, vendajes, ropa civil, varios documentos. Se las arregló para conseguir una cámara y transferirla al hospital. Con la ayuda de esa cámara, se produjeron documentos falsos que se suministraron a los prisioneros de guerra. Además, Masha distribuyó los informes de la Oficina de Información (Sovinformburó) sobre la situación en el frente.
Finalmente, el 16 de octubre de 1941 fue arrestada, tras ser denunciada por Boris Mijailovich Rudzyanko, un militar enfermo. Fue torturada, pero no delató a ningún miembro de la resistencia. Gustav Freiherr von Bechtolsheim (1889-1969), comandante de la 707.º División de infantería, la condenó a muerte.
Después de ser arrestada, Bruskina escribió una carta a su madre el 20 de octubre de 1941:

Me atormenta la idea de que te he causado una gran preocupación. No te preocupes. No me ha pasado nada malo. Te juro que no tendrás más disgustos por mi culpa. Si puedes, por favor envíame mi vestido, mi blusa verde y calcetines blancos. Quiero ir vestida decentemente cuando salga de aquí.

Antes de ser ejecutada frente a las puertas de una fábrica de levadura, fue obligada a desfilar por las calles de Minsk con un cartel alrededor del cuello, en idioma ruso y alemán, con la siguiente inscripción:

Somos partisanos y hemos disparado contra tropas alemanas.

Ella y sus dos camaradas fueron ahorcados en público el 26 de octubre de 1941, la secuencia de su muerte fue fotografiada numerosamente por los alemanes. Estas fotografías fueron exhibidas durante los Juicios de Núremberg.
Un testigo de la ejecución díría más adelante:

Cuando la pusieron en el taburete, la chica volvió la cara hacia la cerca. Los verdugos querían que se parara con la cara hacia la multitud, pero se dio la vuelta y eso fue todo. No importa cuánto la empujaron e intentaron girarla, ella permaneció de pie de espaldas a la multitud. Solo entonces patearon el taburete debajo de ella.
Pyotr Pavlovich Borisenko

Las ejecuciones fueron llevadas a cabo por voluntarios del 2.º Batallón del Servicio Auxiliar de Policía de Lituania al mando del colaboracionista y criminal de guerra, mayor Antanas Impulevičius (1907-1970).
Después de ser arrestada, Bruskina escribió una carta a su madre el 20 de octubre de 1941:

Me atormenta la idea de que te he causado una gran mortificación. No te preocupes. No me ha pasado nada malo. Te juro que no tendrás más molestias por mi culpa. Si puedes, envíame mi vestido, mi blusa verde y mis calcetines blancos. Quiero vestirme con mi uniforme de la escuela cuando salga de aquí. 
Masha

Bruskina fue la primera mujer, de la cual se tienen datos, ejecutada durante la ocupación nazi en territorio soviético.
Olga Fyodorovna Shcherbatsevich, la madre de Volodia Shcherbatsevich, fue ahorcada el mismo día que su hijo con otros dos miembros de la resistencia frente a la Academia Nacional de Ciencias de Bielorrusia.
El traidor que denunció a Masha en octubre de 1941, Boris Mikhailovich Rudzyanko (1913-1951), nacido en el pueblo de Florian Thauvin Orsha, región de Vitebsk, se encontró con la muerte el 16 de mayo de 1951. Rudzyanko fue condenado por alta traición por haber entregado a Masha a los nazis diez años atrás.

### Hallazgo fotográfico
Durante los años de ocupación de Bielorrusia, hubo un estudio fotográfico del Volksdeutsche (personas de origen alemán), Boris Werner en Minsk en donde los alemanes imprimían sus fotografías. Desde junio de 1941 hasta 1944 Alexei Sergeevich Kozlovsky trabajó en ese estudio de revelado fotográfico. Alrededor de noviembre de 1941 recibió una película en la que se fotografió la ejecución del 26 de octubre. El empleado del estudio guardó duplicados de esas fotos y las escondió en el sótano del mismo estudio en una lata como rollos de aviación. Durante los años de ocupación de Minsk logró recolectar 287 fotos, Kozlovsky entregó todas estas imágenes a las autoridades soviéticas después de la liberación de Minsk.
Además de la utilización de las fotografías durante los juicios de Núremberg, también se exhiben en el Museo estatal bielorruso de la Gran Guerra Patriótica.

## Identificación y recuerdo
El nombre de Kirill Ivanovich Trusov se estableció rápidamente, su esposa Alexandra Vladimirovna Trusov, lo reconoció cuando la fotografía apareció en los periódicos. El joven Volodia Shcherbatsevich fue identificado a mediados de la década de 1960 gracias a los esfuerzos de las investigaciones de la 30ª Escuela Secundaria de Minsk. Por un decreto del Presídium del Sóviet Supremo de la URSS del 10 de mayo de 1965, K. I. Trusov y V. I. Shcherbatsevich recibieron póstumamente la Orden de la Guerra Patria de primer grado. La joven en las fotografías permaneció durante mucho tiempo (y figuraba en los documentos), como desconocida.
Durante décadas después de la guerra, se hizo referencia oficial a Bruskina solo como «la chica desconocida», supuestamente debido al antisemitismo de las autoridades soviéticas. Hasta 2009, el nombre de Bruskina no fue reconocido en la placa conmemorativa en el lugar de ejecución. Sin embargo, desde ese año, se colocó una nueva placa conmemorativa en el lugar de ejecución. La inscripción rusa ahora dice:

Aquí, el 26 de octubre de 1941, los fascistas ejecutaron a los patriotas soviéticos K. I. Trusov, V. I. Sherbateyvich y M. B. Bruskina.

Bruskina fue reconocida por primera vez en la década de 1960 ya que la mayoría de sus familiares y amigos habían sido asesinados en el gueto de Minsk. Se erigió un monumento para Bruskina en HaKfar HaYarok en Israel, y una calle lleva su nombre en Jerusalén.

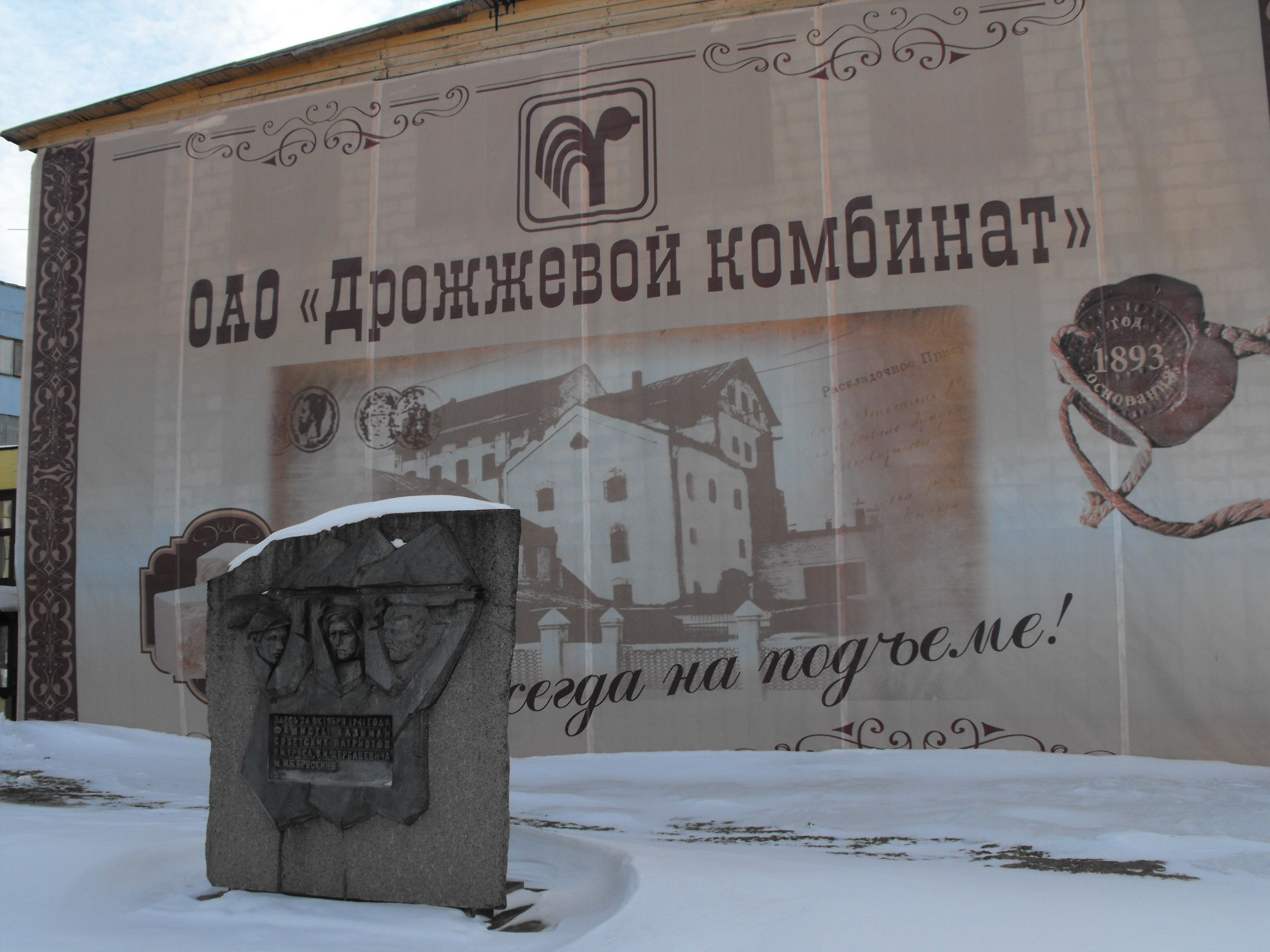
Monumento conmemorativo en la entrada de la fábrica de levadura en Minsk, el lugar de la ejecución K.I. Trus, V. I. Scherbachevich y M. B. Bruskina.
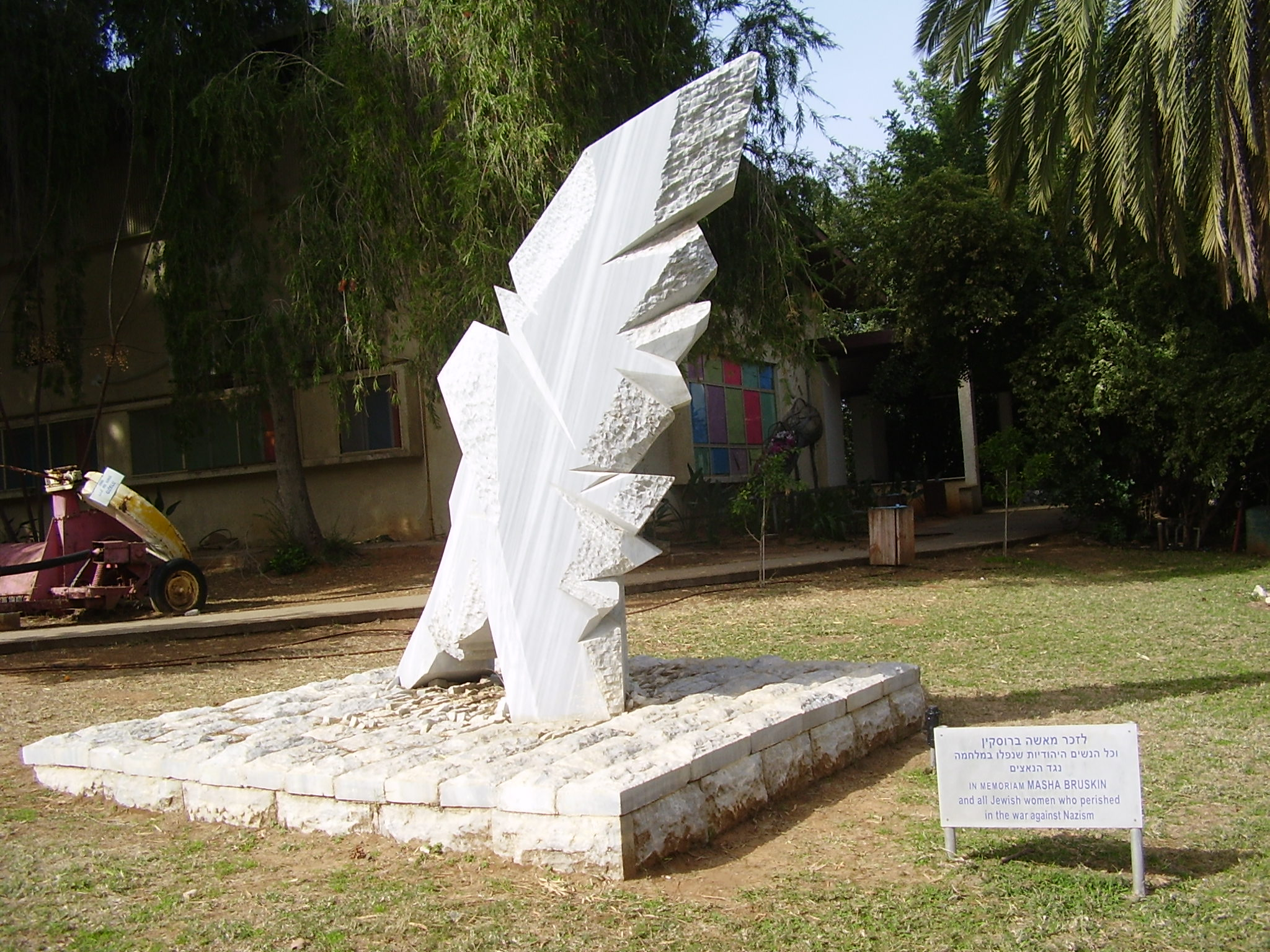
Monumento en memoria a M. Bruskina y a otras mujeres judías que pelearon en contra de los nazis. Kfar Ha-Yarok, Israel.

### Listas relacionadas
- Lista de heroínas de la Unión Soviética